# 1925 w literaturze
Wydarzenia literackie w 1925 roku.

## Nowe książki
- polskie
  - Roman Jaworski – Wesele hrabiego Orgaza
  - Juliusz Kaden-Bandrowski – Miasto mojej matki
  - Kornel Makuszyński – Bezgrzeszne lata
  - Włodzimierz Perzyński – Raz w życiu

- zagraniczne
  - Agatha Christie – Tajemnica rezydencji Chimneys (The Secret of Chimneys)
  - Francis Scott Fitzgerald – Wielki Gatsby (The Great Gatsby)
  - Maksim Gorki – Artamonow i synowie
  - Franz Kafka – Proces (Der Process)
  - John Dos Passos – Manhattan Transfer
  - Virginia Woolf – Pani Dalloway (Mrs. Dalloway)

- wydania polskie tytułów zagranicznych
  - Mary Shelley - Frankenstein, przeł. Henryk Goldman

## Nowe dramaty
- polskie
  - Tadeusz Peiper - Szósta! Szósta!
  - Jerzy Szaniawski - Żeglarz
  - Stanisław Ignacy Witkiewicz – Sonata Belzebuba

## Nowe poezje
- polskie
  - Stefan Żeromski – Puszcza jodłowa
  - Tytus Czyżewski – Pastorałki
  - Julian Przyboś – Śruby
  - Władysław Broniewski, Stanisław Ryszard Stande, Witold Wandurski – Trzy salwy
- zagraniczne
  - Basil Bunting - Villon
  - Ezra Pound - Brulion 16 pieśni (A Draft of XVI Cantos)

## Urodzili się
- 2 stycznia – Anna Beata Chodorowska, polska poetka, autorka opowiadań, popularyzatorka literatury (zm. 1995)
- 7 stycznia – Gerald Durrell, brytyjski pisarz (zm. 1995)
- 14 stycznia – Yukio Mishima, japoński pisarz (zm. 1970)
- 17 stycznia – Robert Cormier, amerykański pisarz (zm. 2000)
- 19 stycznia – Nina Bawden, angielska pisarka dla młodzieży (zm. 2012)
- 20 stycznia
  - Eugen Gomringer, szwajcarski poeta i eseista
  - Ernesto Cardenal, nikaraguański poeta (zm. 2020)
- 21 stycznia – Izabella Bielińska, polska pisarka
- 25 stycznia – Paul Pörtner, niemiecki dramatopisarz i poeta (zm. 1984)
- 14 lutego – Anna Ćwiakowska, polska pisarka i tłumaczka (zm. 2022)
- 20 lutego – Rywka Basman Ben-Chaim, izraelska poetka tworząca w jidysz (zm. 2023)
- 22 lutego – Edward Gorey, amerykański pisarz i ilustrator (zm. 2000)
- 27 lutego – Kenneth Koch, amerykański poeta i dramaturg (zm. 2002)
- 28 lutego – Lorand Gaspar, francuski poeta i tłumacz (zm. 2019)
- 3 marca – Anna Zelenay, polska poetka (zm. 1970)
- 5 marca – Kapitolina Bolszakowa, rosyjska poetka (zm. 2019)
- 12 marca – Harry Harrison, amerykański pisarz science fiction (zm. 2012)
- 14 marca – John Wain, angielski poeta, powieściopisarz i krytyk (zm. 1994)
- 25 marca – Flannery O’Connor, amerykańska powieściopisarka i nowelistka (zm. 1964)
- 2 kwietnia – George MacDonald Fraser, brytyjski pisarz (zm. 2008)
- 15 kwietnia – Sat-Okh, polski pisarz (zm. 2003)
- 17 kwietnia – Miloš Nesvadba, czeski pisarz i ilustrator (zm. 2020)
- 18 kwietnia
  - Bob Kaufman, amerykański poeta i surrealista (zm. 1986)
  - Mieczysław Rolnicki, polski pisarz emigracyjny (zm. 2016)
- 28 kwietnia – Zygmunt Lichniak, polski eseista, poeta i krytyk literacki (zm. 2015)
- 1 maja – Bergljot Hobæk Haff(inne języki), norweski powieściopisarz (zm. 2016)
- 5 maja – Aleksander Klugman, polski pisarz i publicysta
- 8 maja – André-Paul Duchâteau, belgijski pisarz, nowelista i scenarzysta komiksów (zm. 2020)
- 11 maja – Rubem Fonseca, brazylijski pisarz (zm. 2020)
- 16 maja – Pierre Barbet, francuski pisarz fantastyki (zm. 1995)
- 25 maja – Rosario Castellanos, meksykańska poetka (zm. 1974)
- 30 maja – Nenad Petrović, serbski pisarz (zm. 2014)
- 10 czerwca – James Salter, amerykański prozaik (zm. 2015)
- 11 czerwca – William Styron, amerykański pisarz (zm. 2006)
- 16 czerwca – Jean d’Ormesson, francuski pisarz (zm. 2017)
- 17 czerwca – Luce d'Eramo, włoska pisarka i krytyk literacki (zm. 2001)
- 21 czerwca – Stanley Moss, amerykański poeta i wydawca (zm. 2024)
- 30 czerwca – Philippe Jaccottet, szwajcarski pisarz, krytyk, eseista i tłumacz (zm. 2021)
- 2 lipca – Jan Lohmann, polski poeta i prozaik
- 5 lipca
  - Przemysław Burchard, polski prozaik (zm. 2008)
  - Jean Raspail, francuski pisarz (zm. 2020)
- 10 lipca – Edmund Niziurski, polski pisarz, twórca literatury dla młodzieży (zm. 2013)
- 26 lipca – Ana María Matute, hiszpańska prozaiczka, teoretyczka i krytyczka literacka (zm. 2014)
- 28 lipca – Jens Rosing, duński pisarz i ilustrator (zm. 2008)
- 1 sierpnia – Ernst Jandl, austriacki poeta i pisarz (zm. 2000)
- 12 sierpnia – Thor Vilhjálmsson, pisarz islandzki (zm. 2011)
- 14 sierpnia – Russell Baker(inne języki), amerykański pisarz (zm. 2019)
- 15 sierpnia – Leonie Ossowski, niemiecka pisarka (zm. 2019)
- 17 sierpnia – John Hawkes, amerykański pisarz (zm. 1998)
- 18 sierpnia – Brian Aldiss, angielski pisarz science fiction (zm. 2017)
- 22 sierpnia – Florian Śmieja, polski poeta, tłumacz, badacz literatury hiszpańskiej (zm. 2019)
- 25 sierpnia – Thea Astley, australijska pisarka (zm. 2004)
- 28 sierpnia – Arkadij Strugacki, rosyjski pisarz s-f (zm. 1991)
- 6 września – Andrea Camilleri, włoski pisarz (zm. 2019)
- 8 września – Batszewa Dagan, izraelska poetka (zm. 2024)
- 30 września – Wanda Gizicka, polska poetka (zm. 2023)
- 3 października – Gore Vidal, amerykański pisarz (zm. 2012)
- 8 października – Andriej Siniawski, rosyjski pisarz, eseista i historyk literatury (zm. 1997)
- 11 października – Elmore Leonard, amerykański powieściopisarz i scenarzysta (zm. 2013)
- 15 października – Evan Hunter, amerykański pisarz i scenarzysta (zm. 2005)
- 17 października – Waldemar Kotowicz, polski pisarz (zm. 1997)
- 26 października
  - Jan Wolkers, holenderski pisarz (zm. 2007)
  - Władimir Żeleznikow, rosyjski pisarz (zm. 2015)
- 3 listopada – Dieter Wellershoff, niemiecki pisarz (zm. 2018)
- 6 listopada – Ian Cross(inne języki), nowozelandzki pisarz i wydawca (zm. 2019)
- 7 listopada – William Wharton, amerykański pisarz (zm. 2008)
- 14 listopada – Henryk Czarnecki, polski pisarz (zm. 1997)
- 15 listopada
  - Julij Daniel, radziecki pisarz dysydent, poeta, tłumacz (zm. 1988)
  - Heinz Piontek, niemiecki pisarz, poeta, krytyk, tłumacz i wydawca (zm. 2003)
- 24 listopada – William F. Buckley Jr., amerykański publicysta, wydawca i pisarz (zm. 2008)
- 26 listopada – Edward Kajdański, polski pisarz (zm. 2020)
- 8 grudnia – Carmen Martín Gaite, hiszpańska pisarka, jedna z wybitniejszych postaci literatury hiszpańskiej XX wieku (zm. 2000)
- 15 grudnia – Alki Zei, grecka pisarka (zm. 2020)
- 19 grudnia – Tankred Dorst, niemiecki prozaik i dramaturg (zm. 2017)

## Zmarli
- 16 stycznia – Arnošt Procházka, czeski pisarz, krytyk literacki, tłumacz (ur. 1869)
- 31 stycznia – George Washington Cable, amerykański pisarz (ur. 1844)
- 26 marca – Hugo Bettauer, austriacki dziennikarz i pisarz (ur. 1872)
- 2 maja – Antun Branko Šimić, chorwacki poeta i krytyk literacki (ur. 1898)
- 12 maja – Amy Lowell, amerykańska poetka (ur. 1874)
- kwiecień – Christo Jasenow, bułgarski poeta (ur. 1889)
- 14 maja – Henry Rider Haggard, brytyjski pisarz (ur. 1856)
- 4 czerwca – Pierre Louÿs, francuski pisarz i poeta (ur. 1870)
- 17 sierpnia – Ioan Slavici, rumuński pisarz (ur. 1848)
- 26 września – Ola Hansson, szwedzki poeta, pisarz i krytyk literacki (ur. 1860)
- 16 października – Christian Krohg, norweski pisarz i malarz (ur. 1852)
- 20 listopada – Stefan Żeromski, polski pisarz (ur. 1864)
- 5 grudnia – Władysław Reymont, polski pisarz, noblista z roku 1924 (ur. 1867)
- 28 grudnia – Siergiej Jesienin, rosyjski poeta (ur. 1895)

## Nagrody
- Nagroda Nobla – George Bernard Shaw